# Jacques Nahum
Pour les articles homonymes, voir Nahum (homonymie).
Jacques Nahum, né le 27 février 1921 au Caire et mort le 21 juillet 2017 à Bobigny, est un réalisateur, scénariste et producteur français.

## Biographie

### Jeunesse et formation
Jacques Nahum naît le  27 février 1921, au Caire, dans une famille juive séfarade : son père Joab Nahum est originaire d' Izmir, en Turquie et sa mère Fortunée Palacci du Caire en Égypte. Il a un frère, Robert (1925–1973).
Il entre à de l'Institut des hautes études cinématographiques (IDHEC) en 1945 et en sort troisième de sa promotion.

### Carrière

#### Au cinéma
À la fin des années 1940, Nahum est assistant réalisateur,,. Dans les années 1950, il devient le premier assistant du réalisateur américain John Berry,,, qu'il suit lorsque ce dernier, figurant sur la liste noire de Hollywood, fuit les États-Unis pour s'installer en France.
Au début de 1950, il sort un documentaire The Hollywood Ten ; par la suite, son collègue réalisateur Edward Dmytryk le dénonce comme communiste.  Après deux films en 1951-1952, Berry connaît une période creuse. Le distributeur de films français David Medioni l'engage pour des films distribués en France avec un faible salaire et un pourcentage sur les films. Nahum expliquera plus tard :  « Il y avait ce petit producteur [Medioni]. Il savait que John [Berry] avait fait de grands films à Hollywood et pensait que ce serait un coup d'éclat s'il pouvait faire travailler ce grand réalisateur hollywoodien, qui avait travaillé avec John Garfield, sur son petit film de série B ». À cette époque, en vertu de la loi française et des règlements syndicaux, Berry n'est pas tenu d'avoir une autorisation de réalisateur.
Pour le premier film de Berry en France, Ça va barder (1955), le travail de Nahum commence par l'assemblage de l'équipe. Pendant le tournage, Berry, Nahum, et l'ami de Nahum Jacques-Laurent Bost, modifient considérablement l'histoire du premier film.
Pour Tamango (1957), Berry ne pouvant pas trouver d'acteurs noirs, Nahum lui fait embaucher des soldats des colonies africaines françaises. Les soldats français n'aimaient pas du tout le maquillage ou tout ce qui les faisait ressembler à des esclaves africains, selon Nahum.

#### À la télévision
En 1960, il fonde sa propre société de production, Mars International Productions. De 1962 à 1980, il réalise 400 spots publicitaires.
En 1961, le film Une aussi longue absence, réalisé par Henri Colpi et coscénarisé par Marguerite Duras, dont il est producteur exécutif, partage la Palme d'or au Festival de Cannes.  Au début des années 1960, il réalise le film Le Saint mène la danse, avec Michèle Mercier,,.
Dans les années 1970, il se consacre à la production télévisuelle, jusqu'à la fin de sa vie. Parmi ses œuvres télévisées, les plus connues sont : Arsène Lupin (1971) avec Georges Descrières, Le Cheval de cœur (1995) avec Guillaume Canet, et la trilogie de Marcel Pagnol  Marius, Fanny et César (2000) avec Roger Hanin. Sa dernière réalisation est Le chapeau de Mitterrand (2014),.

### Vie familiale, dernières années et mort
Avec son épouse Odette Pinto Jacques Nahum a eu un enfant, Alain Nahum, également réalisateur et photographe,.
Jacques Nahum meurt le 21 juillet 2017 à l'hôpital Avicenne de Bobigny. Il est enterré au cimetière du Père-Lachaise (44e division)[réf. souhaitée].

## Filmographie

### Producteur
- 1961 : Une aussi longue absence avec Georges Wilson et Alida Valli
- 1971 : Arsène Lupin avec Georges Descrières (d'après l'œuvre de Maurice Leblanc)
- 1977 : Bilitis, de David Hamilton, mise en scène Henri Colpi, Bernard Giraudeau, Mathieu Carrière
- 1980 : Sam et Sally avec Georges Descrières, Corinne Le Poulain, Nicole Calfan
- 1982 : Salut, j'arrive, avec Pierre Jolivet et Christiane Krüger
- 1983 : L'Art d'aimer, réalisé par Walerian Borowczyk
- 1986 : Le Tiroir secret (série télévisée) avec Michèle Morgan, Daniel Gélin, Marie-France Pisier, Michael Lonsdale et Jeanne Moreau
- 1990 : Le retour d'Arsène Lupin (série télévisée) avec François Dunoyer (Musique de Vladimir Cosma)
- 1995 : Le Cheval de Cœur, avec Guillaume Canet et Omar Sharif
- 1997 : L'enfant Perdu de Christian Faure avec Robin Renucci, Anne Jacquemin
- 1998 : À nous deux la vie, avec Line Renaud et Delphine Rich
- 1999 : La Femme du boulanger de Nicolas Ribowski, avec Roger Hanin et Astrid Veillon
- 2000 : La Trilogie marseillaise - Marius, Fanny, César, avec Roger Hanin et Henri Tisot
- 2002 - 2003 : Action Justice (série télévisée)
- 2004 : Le Président Ferrare (série télévisée) avec Jean-Claude Brialy
- 2007 : Le temps des secrets - Le temps des amours
- 2009 : Des gens qui passent, avec Laura Smet (d'après l'œuvre de Patrick Modiano)
- 2012 : La Chartreuse de Parme, avec Marie-Josée Croze, François Berléand et Hippolyte Girardot
- 2014 : Le Chapeau de Mitterrand, avec Frédéric Diefenthal, Frédérique Bel, Roland Giraud, Michel Leeb

### Réalisateur
- 1954 : Face of Paris, épisode : Your favorite story coréalisé avec Leslie Goodwins
- 1960 : Le Saint mène la danse avec Félix Marten, Jean Desailly
- 1973 : Le Double Assassinat de la rue Morgue avec Daniel Gélin
- 1974 : Eugène Sue avec Bernard Verley, Pierre Arditi
- 1975 : Maître Pygmalion avec Claude Jade, Georges Descrières
- 1975 : Les Grands Détectives, épisode : Six hommes morts avec Roger Van Hool, Pierre Vernier

### Assistant réalisateur
- 1955 : Ça va barder de John Berry
- 1955 : Je suis un sentimental de John Berry
- 1956 : Don Juan de John Berry, avec Fernandel, Carmen Sevilla
- 1958 : Tamango de John Berry avec Dorothy Dandridge, Curd Jürgens et Jean Servais

### Scénariste
- 2012 : La Chartreuse de Parme de Cinzia TH Torrini (co-adaptateur)